# Madrasostes
Madrasostes är ett släkte av skalbaggar. Madrasostes ingår i familjen Hybosoridae.

## Dottertaxa tillMadrasostes, i alfabetisk ordning[1]
- Madrasostes agostii
- Madrasostes boucomonti
- Madrasostes burckhardti
- Madrasostes clypealis
- Madrasostes deharvengi
- Madrasostes depressum
- Madrasostes feae
- Madrasostes franzi
- Madrasostes granulatum
- Madrasostes hashimi
- Madrasostes inaequale
- Madrasostes kazumai
- Madrasostes loebli
- Madrasostes malayanus
- Madrasostes masumotoi
- Madrasostes mirificum
- Madrasostes nigrum
- Madrasostes orousseti
- Madrasostes parcepunctatum
- Madrasostes punctatum
- Madrasostes rafflesi
- Madrasostes reticulatum
- Madrasostes sabah
- Madrasostes sculpturatum
- Madrasostes simplex
- Madrasostes sumatranum
- Madrasostes suzukii
- Madrasostes taiwanense
- Madrasostes tamil
- Madrasostes thai
- Madrasostes thoracicum
- Madrasostes tonkinensis
- Madrasostes variolosus